# Pazifische Spitzmaus

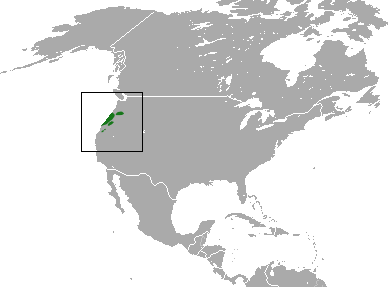
Verbreitungsgebiet der Pazifischen Spitzmaus

Die Pazifische Spitzmaus (Sorex pacificus) ist ein im westlichen Nordamerika verbreitetes Säugetier in der Gattung der Rotzahnspitzmäuse. Die Art ist eng mit der Dunklen Rotzahnspitzmaus (Sorex monticolus) verwandt.

## Merkmale
Im Gegensatz zu nahe verwandten Arten hat die Pazifische Spitzmaus allgemein keine Ausbuchtung an den Seiten der oberen inneren Schneidezähne. Nur bei nördlichen Populationen ist eine leichte Verdickung vorhanden. Die Zahnformel lautet wie bei anderen Gattungsvertretern I 3/1, C 1/1, P 3/1, M 3/3, was 32 Zähne im Gebiss ergibt. Dabei sind die Zähne im Oberkiefer vom zweiten Schneidezahn bis zum zweiten Prämolar einspitzig. Die Gesamtlänge liegt bei 110 bis 154 mm, inklusive eines 49 bis 72 mm langen Schwanzes und das Gewicht liegt bei 5,5 bis 18 g. Die Länge der Hinterfüße variiert zwischen 14 und 19 mm. Dabei sind nördliche Populationen deutlich kleiner als südliche. Typisch für den Kopf sind eine spitze Schnauze, winzige Augen und im Fell versteckte Ohren. Diese Spitzmaus hat im Sommer ein gelbbraunes bis dunkelbraunes Fell mit grauen Tönungen. Das Winterfell ist oberseits dunkelgrau und unterseits graubraun. Am Schwanz ist die Unterseite undeutlich heller. Eine rötliche Färbung kommt nur im äußeren Bereich der inneren Schneidezähne des Oberkiefers vor. Der diploide Chromosomensatz besteht aus 54 Chromosomen (2n=54).

## Verbreitung
Die Art hat mehrere disjunkte Populationen im Westen des Bundesstaates Oregon. Bestände in Kalifornien werden in neueren Abhandlungen zur Nebelspitzmaus (Sorex sonomae) gezählt. Die Tiere halten sich in feuchten Wäldern und in Strauchflächen an Wasserläufen auf. Typische Gewächse sind Erlen, Pracht-Himbeere und Amerikanischer Stinktierkohl. Grasflächen, in denen die Wanderspitzmaus (Sorex vagrans) lebt, meidet die Art.

## Lebensweise
Die Nahrung variiert zwischen Insekten, Hundertfüßern, Regenwürmern, Froschkadavern und Eiern sowie Moosen, Pilzen und Pflanzensamen. Die Pazifische Spitzmaus teilt ihr Revier mit verschiedenen anderen Kleinsäugern. Andere Spitzmäuse werden von Raubvögeln gejagt und vermutlich trifft das auch auf diese Art zu. In Gefangenschaft gehaltene Individuen erwachten am Tage nur kurzzeitig zur Nahrungsaufnahme. Eine Studie von 1998 fand eher tagaktive Exemplare. Diese Tiere legten abseits ihres Nestes einen Abfallhaufen an. Gewöhnlich erfolgt die Fortpflanzung zwischen März und August oder unter guten Bedingungen bis November. Meist enthält ein Wurf vier oder fünf Nachkommen mit Variationen bis zu zwei oder sechs Neugeborene. Diese Spitzmaus hält keinen Winterschlaf.

## Gefährdung
Trotz der verstreuten Populationen scheint der Gesamtbestand stabil zu sein. Die IUCN listet die Pazifische Spitzmaus aufgrund fehlender Bedrohungen als nicht gefährdet (least concern).